# التهاب الكبد G
التهاب الكبد الفيروسي G (بالإنجليزية: Hepatitis G)‏ أو (بالإنجليزية: GB virus C)‏ هو أحد الأمراض الفيروسية المعدية التي تصيب الإنسان، اكتشف الفيروس عام 1996 ولكن المعلومات المتوفرة عنه ما زالت قليلة وهي قيد البحث والدراسة. كان يعتقد سابقاً أنها تصيب الكبد مسببة التهاباً كبدياً فيروسياً إلا أن الدراسات اللاحقة لم تستطع ربطها بالمرض بشكل قاطع والمعلومات المتوفرة حاليا عن هذا الفيروس ربما تتغير في المستقبل مع ظهور نتائج الأبحاث المنتظرة.
ينتمي الفيروس إلى عائلة الفيروسات المصفرة (بالإنجليزية:  Flaviviridae)‏ ويشبه في تركيبه وشكله الفيروس المسبب لالتهاب الكبد الفيروسي ج. ورغم أنه قد تم اكتشافه في عدة حالات إصابة بالتهاب الكبد المزمن إلا أن ربطه بالمرض غير أكيد.
أظهرت بعض الدراسات على مرضى الإيدز أن المرضى المصابين بعدوى مضاعفة بفيروس نقص المناعة وفيروس التهاب الكبد الفيروسي G أن زمن البقاء (مدة بقاءهم أحياء) تكون أطول ممن هم مصابون بفيروس نقص المناعة وحده.

## الوبائيات وأعراض الإصابة
تقدر نسبة حدوثه بـ 0.3% أو 3 حالات من كل 1000 حالة من حالات الالتهابات الكبدية المزمنة، وتبلغ نسبة حاملي الفيروس الأصحاء المتبرعين بالدم في أمريكا 2% ولكن لا تظهر عليهم أية أعراض مرضية، ويعتقد بأنه يسبب من 900 إلى 2000 حالة التهاب فيروسي في السنة معظمها بدون أعراض وبأن نسبة 90-100% من حاملي الفيروس به تصبح إصابتهم مزمنة ولكنه نادرا ما يسبب مرضا مزمنا شديد الضرر مقارنة بعائلة الفيروسات الكبد الأخرى.

## انتقال العدوى
تنتقل العدوى عن طريق نقل الدم بشكل يشبه انتقال فيروس التهاب الكبد الفيروسي ج.
أهم طرق انتقال العدوى هي:
- نقل الدم أو منتجات الدم
- إدمان المخدرات عن طريق الحقن
- الاتصال الجنسي غير الآمن
- الوشم
- تزامن وتعدد الإصابة بفيروس الكبد الوبائي (ج) Hepatitis C

(من الام إلى طفلها اثناء الولادة وعن طريق الاتصال الجنسي يعتبرنادرا على خلاف الفيروس ب )
- طرق أخرى (لا تزال غير مؤكدة أو معروفة)

## الوقاية
لا توجد حاليا تعليمات محددة وواضحة بسبب عدم وضوح خصائص ومسببات هذا الفيروس المباشرة، وينتظر الكشف عن المسببات والعلاج الفعال ولا زالت الأبحاث قيد الدراسة نظرا لكون المرض حديث الاكتشاف.